# Bird Week
Bird Week (バード・ウィーク?, Bādo Uīku) è un videogioco di genere simulatore di vita prodotto dalla Lenar per la console 8-bit Famicom, pubblicato solo in Giappone nel 1986 da Toshiba-EMI Ltd. (oggi EMI Music Japan) attraverso l'etichetta TOEMILAND.
Considerato uno tra i titoli più difficili nella softeca dell'omonima piattaforma di Nintendo, tale da essere definito kusoge, alla base del suo gameplay vi è concettualmente la fase della cova degli uccelli. In altre parole prevede di controllare un uccello genitore coll'allevare i propri figli (come proli inette) dando loro da mangiare degli insetti, per farli crescere sani e lasciare il nido.

## Trama
La storia è estrapolata dal manuale d'istruzioni (traduzione non ufficiale):

## Modalità di gioco
In Bird Week vi si attraversano sei livelli orizzontalmente scorrevoli in loop, basati sul reale ecosistema degli uccelli nell'ordine ciclico delle rappresentative stagioni, ovvero primavera, estate e autunno. Possono essere giocati nelle due principali modalità: "Game Start", la vera e propria partita ove sono ripetuti con difficoltà crescente fino al numero 36 per poi man mano arrivare al 999º, e "Study Game", invece praticabili mediante la scelta libera dei trentasei ivi disponibili.
I sei livelli sono brulicanti di insetti che qua e là svolazzano. Occorrono che Mamma (l'uccello madre sotto il controllo del giocatore) li becca e li porta uno alla volta alla sua nidiata, nel nido posto sul ramo dell'albero; all'inizio la prole è di due uccellini, ai quali, dal livello 13 a seguire se ne aggiunge un terzo. Dopo averli alimentati abbastanza da crescerli e da abbandonare il nido vengono ricevuti 3000 punti extra, dopodiché si passa a quello successivo. Ogni uccellino saziato, sviluppato e libero è conteggiato tramite l'apposito indicatore nell'angolo in alto a sinistra dell'interfaccia.
Tuttavia lei dovrà tenere costantemente d'occhio l'affamamento di anche uno solo dei suoi piccoli, perché ciò influirebbe sul valore dei punti del premio stesso, dimezzati a 2000 quando si trova al culmine del digiuno, a 1000 una volta divenuto incosciente, oppure niente in sua prossimità di morte. E riguardo a quest'ultimo stato del pulcino, il giocatore se non sbriga a nutrirgli l'insetto lo fa morire di stenti, provocando quindi la perdita di una delle vite a disposizione; l'anima sale in cielo con un'aureola sulla testa e in seguito a cotale circostanza resuscita.
Mamma durante la caccia è ostacolata da sette variegate specie di animali predatori: l'aquila, il ratto canguro, lo scoiattolo volante, il picchio, il falchetto pellegrino e due api. Fin da subito ella si dimostra incapace di attaccarli fisicamente, ma può sempre stordirli per un po' con un fungo situato sul terreno sottostante, il quale lo si afferra e lo si lascia poi cadere loro addosso. Il giocatore ogniqualvolta centra due o più di essi all'unisono raddoppia i punti che allora guadagna, e, alle volte, acquisisce il power-up dell'invincibilità temporanea (consente ancora di stordirli ma andando contro costoro), che appare precipitante dall'albero sotto forma di una ghianda viva. La vita viene persa pure quando finisce scontrata con un predatore.
Nel succitato terreno, oltre a veder comparire fiori e piante che assegnano punti casuali, vede inoltre sbucare quando vuole in un qualsiasi punto una talpa. Nel caso Mamma riuscisse a toccarla prima che torna sottoterra, il roditore rilascia una chiocciola come utile power-up che blocca per un breve istante tutti i predatori e soprattutto gli insetti, facilitandone la cattura.
Infine, il giocatore incrementa il proprio punteggio affrontando ogni tre ordinari livelli dei "livelli bonus", anch'essi scorrevoli in orizzontale, ove con Mamma cerca di cogliere quanto più cibo possibile entro lo scadere dei non visualizzati 25 secondi. Sono strutturati in questi due schemi paesaggistici: il mare aperto, dove dei pesci volanti compiono diversi salti fuoriuscendo dall'acqua, e la foresta, dove delle mele cadono ininterrottamente dagli alberi.